# 特马青年足球俱乐部
特马青年足球俱乐部（Tema Youth FC）是加纳的职业足球俱乐部，位于加纳特马。
球队的主体育场为特马运动体育场(Tema Sports Stadium)，俱乐部最出名的球星为Awudu Issaka。